# Hohenberg (Sulzbach-Laufen)
Hohenberg ist ein Weiler, der zur Gemeinde Sulzbach-Laufen im Landkreis Schwäbisch Hall im nordöstlichen Baden-Württemberg gehört.
Hohenberg liegt nahe der Nordostgrenze des Sulzbach-Laufener Gemeindegebiets, fast am Nordende einer langen, aber nur etwa 600 m breiten Rodungsinsel, die sich auf der Hochebene zwischen den rechten Kocher-Zuflüssen Nägelesbach und Heiligenbach nach Nordosten zieht. Es ist darin mit weniger als 50 Gebäuden – die höchste Hausnummer ist 29 – die größte Ansiedlung. Der Weiler wird erschlossen durch die K 2633, die hier west-östlich verläuft und Sulzbach im Südwesten über die unmittelbar nordwestlich liegende Kohlwalder Rodungsinsel und einige östlich Hohenbergs anschließende Waldstrecken mit Wegstetten und Untergröningen im Süden, Hinterbüchelberg und Pommertsweiler im Südosten (alle Gemeinde Abtsgmünd) sowie Gerabronn und Heilberg im Nordosten (Gemeinde Bühlerzell) verbindet. Die Straße tritt östlich des Weilers bald in den Wald ein, gabelt sich auf und ist darin über weite Strecken, obwohl öffentliche Fahrstraße, ein Staubweg. Ein kurzes Stichsträßchen verbindet den Weiler mit dem nahen Einzelhaus Altenberg im Süden, ein Sträßchen führt nach Nordwesten über den Hof Uhlbach und die Kohlwalder Rodungsinsel im Westen zurück zur K 2633.
Hohenberg liegt auf einem kleinen, von der erschließenden Straße genutzten Kamm, über den die Wasserscheide zwischen dem Kocher im Süden und der Bühler im Norden läuft. Keine 50 Schritte südlich des Siedlungsrandes beginnt der Nägelesbach, der durch die Abtsklinge nach Süden und dann Südwesten zum Kocher zieht, knapp einen Kilometer westlich der Mitte des Weilers liegt der Ursprung des Heiligenbaches, der wenige Schritte vor dessen Mündung in den Nägelesbach fließt. Etwas über 100 m nordwestlich beginnt der Hohenbergbach, etwa 500 m nördlich der Uhlbach, etwa 200 m östlich des Siedlungsrandes liegt eine zumeist trockene Rinne, die sich im Bach durch die Hahnenklinge fortsetzt; diese drei fließen nördlich über den Hahnbach zur Bühler ab. Auffällig ist die Geschwindigkeit, mit der sich die doch recht kleinen Bäche hier einmulden.
Etwa 500 m südsüdöstlich der Mitte der Ansiedlung liegt der Gipfel des bewaldeten Altenberges, der den Weiler etwa um 70 m überragt. Seit Herbst 2007 trägt er den wiederaufgebauten Aussichtsturm Altenbergturm, der gut angenommen wurde und jetzt an Wochenenden für eine Belebung der dünn besiedelten Gegend sorgt.